# 雁荡山站
雁荡山站位于中国浙江省温州市乐清市雁荡镇泽前村，归属上海铁路局，2009年随甬台温铁路正式通车同时启用。该站是客运站，为到雁荡山旅游的游客服务。

## 历史
2009年正式启用。